# Ice cream/ワスレナイ
「ice cream/ワスレナイ」（アイスクリーム/ワスレナイ）は、lolの7枚目のシングル。2018年3月21日にavex traxから発売された。
「ice cream」は「出会い」をテーマとした楽曲である。「ワスレナイ」は「別れ」をテーマとした楽曲である。

## 収録曲

### CD
1. ice cream
2. ワスレナイ
3. color of love（通常盤のみ）
4. ice cream-instrumental-
5. ワスレナイ-instrumental-
6. color of love-instrumental-（通常盤のみ）

### DVD
1. ice cream Music Video
2. ワスレナイ lyric video